# 朱爾斯·鮑爾
朱爾斯·鮑爾（法語：Jules Bauer，1868年5月18日—1931年12月20日）出生於法國大東部大區下萊茵省的巴爾布龍，是猶太教已故的首席拉比。

## 生平
他在1887年至1892年期間，就讀法國猶太神學院接受猶太教拉比的訓練，完成學業和受訓之後，先被派任到亞維農擔任拉比；然後接下來是尼斯擔任拉比，第一次世界大戰期間，他在軍隊擔任隨軍牧師。
戰後1919年起，他成為法國猶太神學院院長，直到1931年12月辭世為止。

## 受獎
- 1928年  法國榮譽軍團勳章